# هان سولو
هان سولو شخصیتی داستانی در مجموعه حماسی و تخیلی جنگ ستارگان جورج لوکاس است. نقش او را در سه‌گانه قدیمی فیلم هریسون فورد بازی می‌کند. هان سولو در اپیزود چهارم، نخستین بار به عنوان یک قاچاقچی دغل‌باز حضور یافته و یک ووکی به نام چوباکا او را همراهی می‌کند. او زمانی که توسط گشت امپراتوری کهکشان تحت تعقیب قرار گرفته‌است، به ناچار کالاهای قاچاق را از سفینه خود (شاهین هزاره) بیرون می‌ریزد تا دستگیر نشود. این امر سبب می‌شود به خلافکار بزرگ سیاره تاتوئین، جابای هات بدهکار شود. جابا به خاطر این بدهی، برای دستگیری هان سولو جایزه‌ ای تعیین می‌کند و شکارچیان جایزه‌ بگیر را به منظور یافتن او به دنبالش می‌فرستد.
همزمان با این شرایط مخاطره‌آمیز، سولو، لوک اسکای‌واکر و اوبی وان کنوبی را به همراه دو دروید آنها ملاقات می‌کند که از او می‌خواهند تا مخفیانه در ازای دریافت ۱۷۰۰۰ اعتبار (واحد پول در جمهوری و بعدها امپراتوری کهکشانی جنگ ستارگان)، آنها را با سفینه خود و بدون پرس و جو در مورد علت این سفر دوردست به سیاره آلدران ببرد. گشتی‌های امپراتوری که همه‌ جای سیاره تاتوئین در جستجوی دروید ارزشمند انقلابیون می‌باشند به لوک و اوبی‌وان پیر مشکوک شده و هنگام فرار آنها با سفینه شاهین هزاره به تعقیب آنها می‌پردازند به این ترتیب هان سولو ناخواسته درگیر مبارزات ائتلاف شورشیان و امپراتوری می‌شود. گرچه او اعلام می‌کند تنها بخاطر پرداخت قرضش به جابای هات وارد این ماجراها شده و نظری در مورد افکار بلندپروازانه آنها دربارهٔ «آزادی» ندارد، ولی هنگام ترک یاوین۴ به لوک کمک می‌کند تا ستاره مرگ را نابود کند و پیروزی بزرگی نصیب انقلابیون شود.
هان سولو در جریان فیلمهای بعدی این مجموعه (اپیزود ۵ و ۶) سعی می‌کند تا اتحادیه را ترک کند، اما در مقابل دوباره جان لوک را نجات داده و اینبار به چنگ نیروهای امپراتوری و دارت ویدر می‌افتد. ویدر دستور می‌دهد تا سولو را در کاربونیت منجمد کنند و سپس پیکر منجمد شده او را به یکی از شکارچیان جایزه بگیر به نام بوبا فت تحویل می‌دهد و او هم هان را به جابای هات می‌فروشد.
شش ماه بعد، هان به کمک لوک، لیا و یکی از دوستانش به نام لاندو کالریزیان که پیش از آن در اپیزود ۵ به آنها خیانت کرده بود از دست جابای هات نجات پیدا کرده و دوباره به پایگاه اتحادیه برمی‌گردد. این بار به او لقب ژنرالی داده می‌شود. اندکی بعد، او به کمک گروهی در سیاره اندور سپر محافظتی ستاره مرگ جدید را نابود کرده و سبب می‌شود تا از این طریق، امپراتوری سقوط کند.

## اپیزود ۷ - نیرو برمی‌خیزد
هان سولو، سفینه ربوده شده خود را می‌یابد که توسط ری و فین برای فرار از سیاره جاکا به پرواز درآمده است. آن‌ها به سیارهٔ تاکودانا می‌روند و در آنجا نیروهای «محفل یکم» به آنها یورش می‌برند و ری را می‌گیرند. هان سولو با نیروهای مقاومت و فین و چوباکا به پایگاه نابودگر ستاره ای می‌رود که از ستاره مرگ بزرگتر است. در آنجا او پسرش کایلو رن را می‌یابد که یک لرد سیت است. هان سولو در تلاش برای بازگرداندن رن، به دست او به قتل می‌رسد.